# Sophiopsis
Sophiopsis é um género botânico pertencente à família Brassicaceae.